# 酒井忠康
酒井 忠康（さかい ただやす、1941年7月16日 - ）は、日本の美術評論家、世田谷美術館館長。多摩美術大学美術学部芸術学科客員教授。

## 来歴
1941年、北海道余市郡余市町生まれ。北海道余市高等学校を経て、慶應義塾大学に入学。1964年、慶應義塾大学文学部美学美術史科を卒業。
大学卒業と同時期に神奈川県立近代美術館学芸員になる。土方等に師事し、学芸課長、副館長を経て、1992年より館長。2004年から2024年3月まで世田谷美術館館長。2003年の『海にかえる魚』では、小説に挑んだ。

## 受賞・栄典
- 1979年：小林清親を論じた『開化の浮世絵師 清親』で第1回サントリー学芸賞受賞。
- 2024年：東京都文化功労者[2]

## 研究内容・業績
近代美術の研究、現代美術の評論活動を行う。

## 著作
- 『海の鎖 描かれた維新』小沢書店 1977／青幻舎, 2004
- 『開化の浮世絵師清親』せりか書房 1978／平凡社ライブラリー, 2008
  - 改題『時の橋 小林清親私考』小沢書店, 1987
- 『野の扉 描かれた辺境』小沢書店, 1980
- 『人間のいる絵との対話 ヨーロッパの画家たち』有斐閣 1981
- 『彫刻の庭 現代彫刻の世界』小沢書店 1982
- 『青春の画像』美術公論社 1982
- 『影の町 描かれた近代』小沢書店, 1983
- 『魂の樹 現代彫刻の世界』小沢書店, 1988
- 『スティーヴン・ディーダラスの帽子』形文社, 1989
- 『遠い太鼓 日本近代美術私考』小沢書店, 1990
- 『森の掟 現代彫刻の世界』小沢書店, 1993
- 『彫刻の絆 現代彫刻の世界』小沢書店, 1997
- 『海にかえる魚』未知谷, 2002
- 『彫刻家への手紙 現代彫刻の世界』未知谷, 2003
- 『その年もまた 鎌倉近代美術館をめぐる人々』かまくら春秋社 2004
- 『若林奮 犬になった彫刻家』みすず書房 2008
- 『早世の天才画家  日本近代洋画の十二人』中公新書 2009
- 『彫刻家との対話　現代彫刻の世界』未知谷, 2010
- 『鞄に入れた本の話　美術書の一隅』みすず書房, 2010
- 『ダニ・カラヴァン 遠い時の声を聴く』未知谷, 2012
- 『覚書 幕末・明治の美術』岩波現代文庫, 2013
- 『積丹半島記』Tokyo Publishing House〈叢書crystal cage〉, 2013
- 『ある日の画家 それぞれの時』未知谷, 2015
- 『鍵のない館長の抽斗』求龍堂 2015
- 『芸術の海をゆく人　回想の土方定一』みすず書房 2016
- 『片隅の美術と文学の話』求龍堂 2017
- 『ある日の彫刻家』未知谷 2017
- 『展覧会の挨拶』生活の友社 2019
- 『横尾忠則さんへの手紙』光村図書出版 2019
- 『美術の森の番人たち』求龍堂 2020
- 『芸術の補助線　私の美術雑記帖』みすず書房 2021
- 『遅れた花　私の写真ノート』クレヴィス 2022
- 『風雪という名の鑿　砂澤ビッキ』未知谷 2022
- 『余白と照応　李禹煥ノート』平凡社	2023

### 主な編著
- 『近代日本美術史 1・2』 佐々木静一共編 有斐閣, 1977
- 『世紀末の黙示録』 前田常作共編著 毎日新聞社, 1987
- 『奇妙な画家たちの肖像』 形文社, 1991
- 『近代日本の水彩画』 岩波書店 1996
- 『岩波近代日本の美術 5 描かれたものがたり 美術と文学の共演』橋秀文共著  岩波書店 1997
- 『岸田劉生随筆集』岩波文庫 1996
- 『摘録　劉生日記』岩波文庫 1998
- 『雲の中を歩く男　関根正二画文集』 求龍堂 2000
- 『風貌・私の美学　土門拳エッセイ選』 講談社文芸文庫 2008
- 『槐多の歌へる　村山槐多詩文集』 講談社文芸文庫 2008
- 『佐藤忠良　彫刻七十年の仕事』 講談社 2008
- 『ヨーゼフ・ボイスの足型』若江漢字共著 みすず書房 2013

### 翻訳
- 『Chagall マルク・シャガール』美術出版社 1976
- フィリス・タックマン『ジョージ・シーガル』水沢勉共訳 美術出版社 1990

## 参照
みすず書房 著者・訳者紹介